# Иснаудская волость
И́снаудская волость (латыш. Isnaudas pagasts) — одна из двадцати пяти территориальных единиц Лудзенского края Латвии. Находится в центре края. Граничит с городом Лудза и с Звиргзденской, Циблинской, Бригской, Нирзинской, Нюкшинской, Пуренской и Цирминской волостями своего края. 
Волостным центром является село Мартиши (латыш. Martiši, ранее также Marciši, Marcišova, Martiševa).  С 1949 по 1988 год центром волости (сельсовета) было село Иснауда (латыш. Isnauda). Другими крупными сёлами являются Исталсна (латыш. Istalsna), Гагари (латыш. Gāgari).
Расстояния: от села Мартиши до краевого центра, города Лудза — 1 км.

## Население
По данным переписи населения Латвии 2011 года, из 1031 жителя Иснаудской волости латыши составили  75,65 % (780 чел.), русские —  19,79 % (204 чел.), белорусы —  2,13 % (22 чел.), украинцы —  0,87 % (9 чел.). 